# Leeuwarderadeel

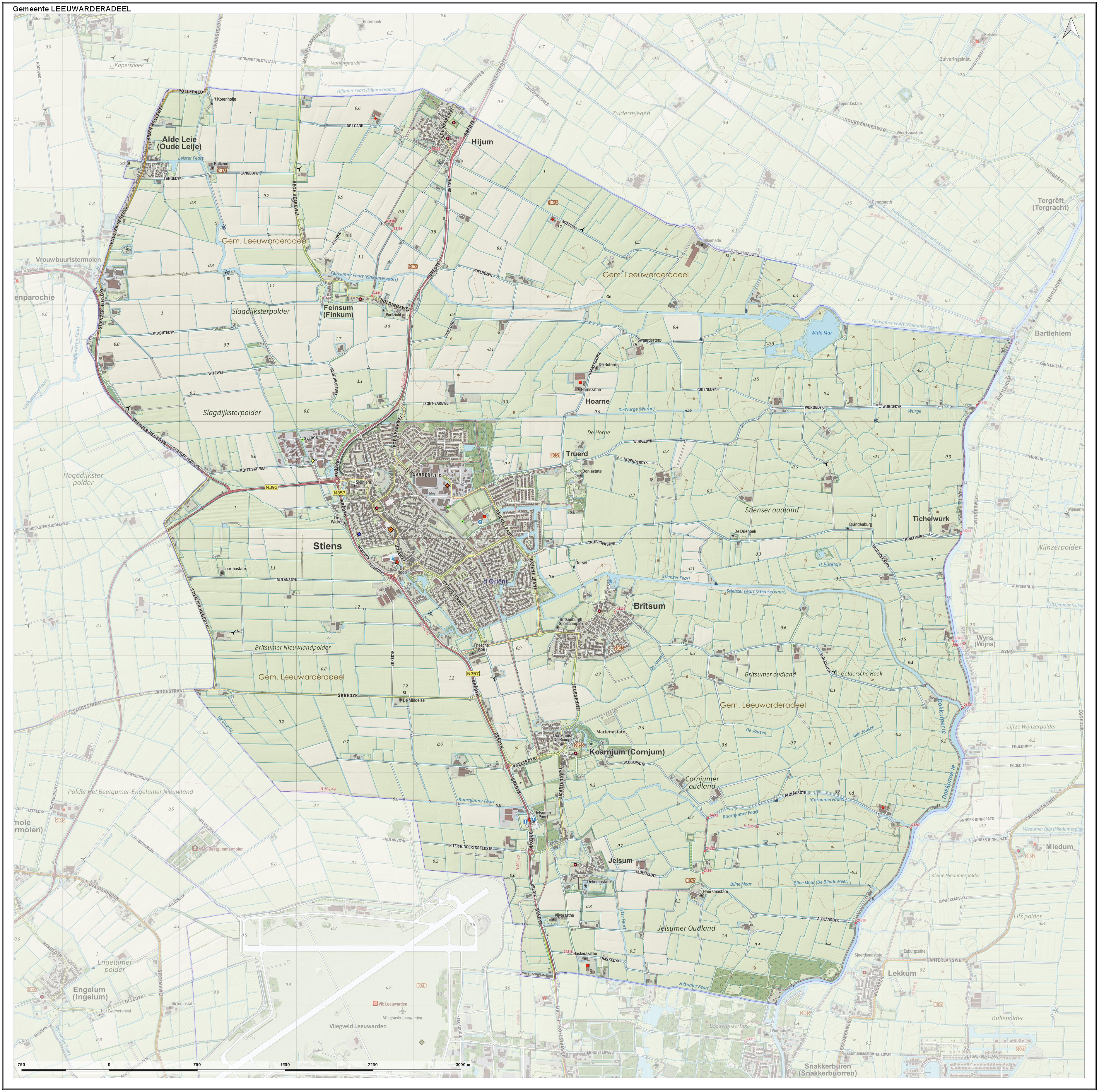
Topografische gemeentekaart van Leeuwarderadeel

Leeuwarderadeel (uitspraakⓘ) (Fries: Ljouwerteradiel (uitspraakⓘ)) is een voormalige gemeente in de Nederlandse provincie Friesland ten noorden van Leeuwarden. De gemeente telde 10.089 inwoners (per 30 april 2017, bron: CBS) en had een oppervlakte van 41,38 km².
Leeuwarderadeel was een agrarische en forensengemeente. In de gemeente stond de oudste voormalige stins van Friesland, Dekemastate. Het oudste Leeuwarderadeel bestond uit drie delen, de zogenaamde trimdelen. Het middelste deel hiervan scheidde zich al in de late middeleeuwen af als het grondgebied van de latere Friese hoofdstad Leeuwarden. Het zuidelijke deel, met onder meer de dorpen Wirdum, Goutum, Swichum en Huizum werd in 1944 bij Leeuwarden gevoegd. Leeuwarderadeel stond toen ook de dorpen Lekkum en Miedum af aan Leeuwarden. Als gevolg van deze ontwikkeling worden de oudere bronnen voor de geschiedenis van Leeuwarderadeel bewaard in het Historisch Centrum Leeuwarden.
De gemeenteraad besloot op 26 september 2013 tot aansluiting bij de gemeente Leeuwarden in 2018. Op 14 februari 2017 werd door de Tweede Kamer het wetsvoorstel aangenomen dat de herindeling met Leeuwarden mogelijk maakte. De Eerste Kamer stemde op 7 maart 2017 in met het wetsvoorstel. Op 1 januari 2018 is de gemeente Leeuwarderadeel, inclusief een deel van de gemeente Littenseradiel, samengevoegd met de gemeente Leeuwarden in de nieuwe gemeente Leeuwarden.

## Kernen
De gemeente Leeuwarderadeel telde zeven officiële kernen. De hoofdplaats was Stiens. Voor Stiens in 1965 het bestuurscentrum werd, was het gemeentehuis gevestigd te Huizum.

### Dorpen
Aantal inwoners per woonkern op 1 januari 2006:
Bron: CBS

### Buurtschappen
Naast deze officiële kernen bevonden zich in de voormalige gemeente de volgende buurtschappen:
- Bartlehiem (gedeeltelijk)
- Groote Bontekoe
- Horne
- Poelhuizen
- Truurd
- Tichelwerk
- Vensterburen
- Vrouwbuurtstermolen (gedeeltelijk)

Tot 1987 was er ook de buurtschap 't Haantje in de gemeente gelegen, maar de woningen van deze plaats werden in dat jaar gesloopt om plaats te maken voor een ventweg.

## Herindelingsplannen
Er is eerder sprake geweest van het samenvoegen van Leeuwarderadeel met andere gemeenten. In plannen van Gedeputeerde Staten aangaande gemeentelijke herindelingen in Friesland werd in 1979 voorgesteld te fuseren met Ferwerderadeel onder de naam Noarderâldlân. Dat plan heeft het wetsontwerp, ingediend door toenmalig minister van Binnenlandse Zaken Hans Wiegel (in 1980) niet gehaald.
In het kader van het project Bestuurlijke Vernieuwingen in Friesland, halverwege de jaren 90, werd voorgesteld om de gemeenten Menaldumadeel en Leeuwarderadeel samen te voegen met Leeuwarden. Mede door de uitslag van het referendum in de twee plattelandsgemeenten en het mislukken van het project Bestuurlijke Vernieuwing werd van een herindeling afgezien.
Burgemeester Dales van Leeuwarden sprak over het samengaan van Leeuwarden en Leeuwarderadeel voor 2010. Hiermee zou de gemeente Leeuwarden, Leeuwarderadeel, Nieuw-Leeuwarden of Groot-Leeuwarden komen op een inwoneraantal van 102.000. Er is steeds sprake geweest van een referendum met de vraag of de inwoners een zelfstandige gemeente willen of een fusie voorstaan met Leeuwarden.. Er was, ondanks wat tegenstanders zeggen, geen sprake van veel tegenstand. Veel bewoners hebben als uitgangspunt dat ze willen wonen met zo veel mogelijk voorzieningen tegen zo laag mogelijke kosten.

## Bekende (oud-)inwoners van Leeuwarderadeel
- Menno van Coehoorn (1641-1704), vestingbouwkundige
- Arjen Roelofs (1754-1828), sterrenkundige
- Pieter Jelles Troelstra (1860-1930), schrijver, dichter, advocaat, journalist, politicus
- Mattheus Bernard Hoogeveen (1863-1941), bedenker leesplankje "Aap, Noot, Mies"
- Ted Meines (1921-2016), verzetsman en militair
- Abe Bonnema (1926-2001), architect
- Willem de Jonge (1940-2023), natuurkundige, Ridder in de Orde van de Nederlandse Leeuw
- Arie Boomsma (1974), tv-presentator
- Marije Cornelissen (1974), GroenLinks-politica
- Rune Massing (1980), badmintonprof

## Cultuur

### Monumenten
In de gemeente zijn er een aantal rijksmonumenten, gemeentelijke monumenten en oorlogsmonumenten, zie:
- Lijst van rijksmonumenten in Leeuwarderadeel
- Lijst van gemeentelijke monumenten in Leeuwarderadeel
- Lijst van oorlogsmonumenten in Leeuwarderadeel

### Kunst in de openbare ruimte
In de gemeente zijn diverse beelden, sculpturen en objecten geplaatst in de openbare ruimte, zie:
- Lijst van beelden in Leeuwarderadeel

## Aangrenzende gemeenten
| Aangrenzende gemeenten | Aangrenzende gemeenten | Aangrenzende gemeenten | Aangrenzende gemeenten | Aangrenzende gemeenten |
| ---------------------- | ---------------------- | ---------------------- | ---------------------- | ---------------------- |
| het Bildt              |                        |                        |                        | Ferwerderadeel         |
|                        |                        |                        |                        |                        |
| Menaldumadeel          | Tietjerksteradeel      |                        |                        |                        |
|                        |                        |                        |                        |                        |
|                        |                        | Leeuwarden             |                        |                        |